# 金澤貴之
金澤 貴之（かなざわ たかゆき、1971年3月 - ）は、日本の教育学者。群馬大学教育学部教授。

## 略歴
- 1994年3月　東京学芸大学教育学部特殊教育学科卒業
- 1998年3月　筑波大学大学院心身障害学研究科心身障害学中退
- 1998年4月　筑波大学文部技官就任
- 2000年3月　筑波大学教育学部助手就任
- 2000年4月　群馬大学教育学部講師就任
- 2003年2月　群馬大学教育学部障害児教育講座助教授就任
- 2013年7月　群馬大学教育学部障害児教育講座教授就任

「なぜ、聾学校で手話が使われてこなかったのか？」という疑問を持ち、聾教育の社会学的研究を中心に研究を進めている。
2004年には音声認識技術を活用した聴覚障害学生支援の研究を開始した。
東京学芸大学大学院連合学校教育学研究科から学位授与された博士論文「聾教育における手話の導入過程に関する一研究」を加筆修正し、2013年8月に『手話の社会学　教育現場への手話導入における当事者性をめぐって』を生活書院より出版。

## 研究分野
- 聾教育における「障害」の構築過程に関する研究
- 情報技術を用いた高等教育機関に学ぶ聴覚障害学生への支援
- 聾重複障害者の就労支援に関する研究
- 重度知的障害者の就労支援に関する研究
- 情報技術を用いた高等教育機関に学ぶ聴覚障害学生への支援
- 重度障害者の就労支援に関する研究

## 著書
- 「障害児教育-東京養育院を事例として」（渋沢研究会(編)『新時代の創造公益の追求者・渋沢栄一』山川出版社、1999年）
- 「聾教育における「障害」の構築」(石川准・長瀬修(編)『障害学への招待―社会、文化、ディスアビリティ』明石書店、1999年）
- 金澤貴之編著『聾教育の脱構築』明石書店、2001年
- 「手話・口論論争の再評価」（中村満紀男・荒川智編『障害児教育の歴史』明石書店、2003年）
- 「小児人工内耳と優生思想」 （中村満紀男編著『優生学と障害者』明石書店、2004年）
- 「聾教育という空間」（ましこ・ひでのり編著『ことば／権力／差別』三元社、2006年）
- 金澤貴之・大杉豊編著『一歩進んだ聴覚障害学生支援ー組織で支える』生活書院、2010年
- 金澤貴之著『手話の社会学　教育現場への手話導入における当事者性をめぐって』生活書院、2013年

## 所属学会
- 日本特殊教育学会
- 日本特別ニーズ教育学会
- 日本手話学会
- 日本社会学会
- 関東社会学会
- 障害学会
- 日本解放社会学会
- 日本教育社会学会